# Anatis labiculata
Espèce
Synonymes
Coccinella labiculata Say, 1824
La coccinelle à quinze points (Anatis labiculata, en anglais : Fifteen-spotted lady beetle) est une espèce d'insectes coléoptères de la famille des Coccinellidae, qui vit notamment depuis le centre jusqu'à l'est de l'Amérique du Nord.
Synonyme
- Coccinella labiculata Say, 1824 - protonyme

## Habitat
Elle se rencontre près des lisières, dans les boisés et les forêts caducifoliés. Elle peut atteindre 7 à 10 mm de long.

## Livrée variable
Sa livrée varie du gris au violacé, maculé de taches noires, et au front maculé de deux taches pâles. L'insecte âgé présente une livrée noire aux taches imperceptibles. Ses élytres fermés forment un dôme arrondi, au limbe évasé. Ils sont ornés de quinze taches noirâtres, dont une scindée en V à la base. La bande centrale orangeâtre peut varier également.

## Taxonomie
Elle fut décrite la première fois par Thomas Say en 1824, sous le nom Coccinella labiculata.